# Лойбсдорф
Лойбсдорф (нім. Leubsdorf) — громада в Німеччині, розташована в землі Рейнланд-Пфальц. Входить до складу району Нойвід. Складова частина об'єднання громад Лінц-ам-Райн.
Площа — 10,22 км2. Населення становить 1589 ос. (станом на 31 грудня 2020).

## Галерея

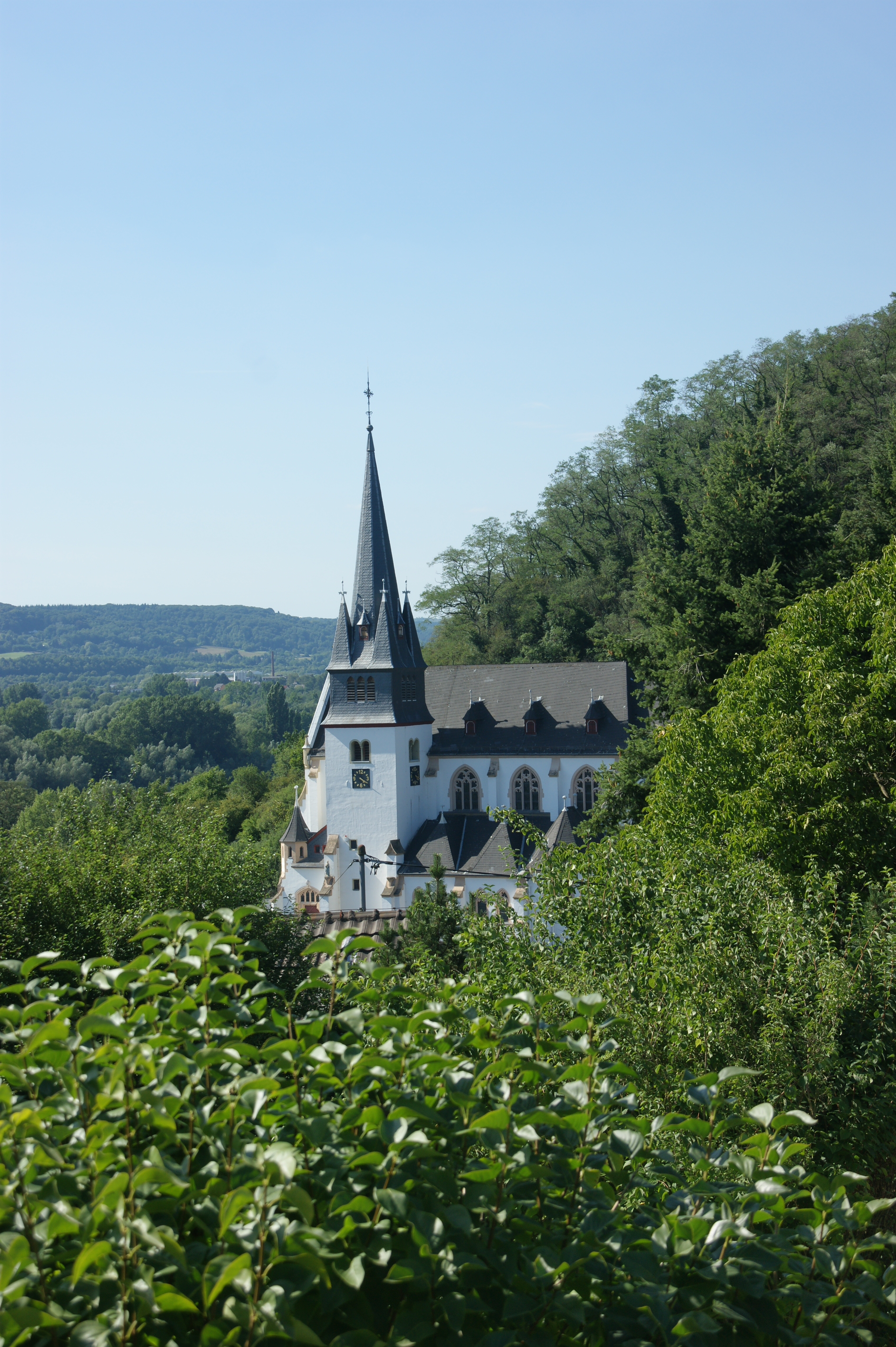
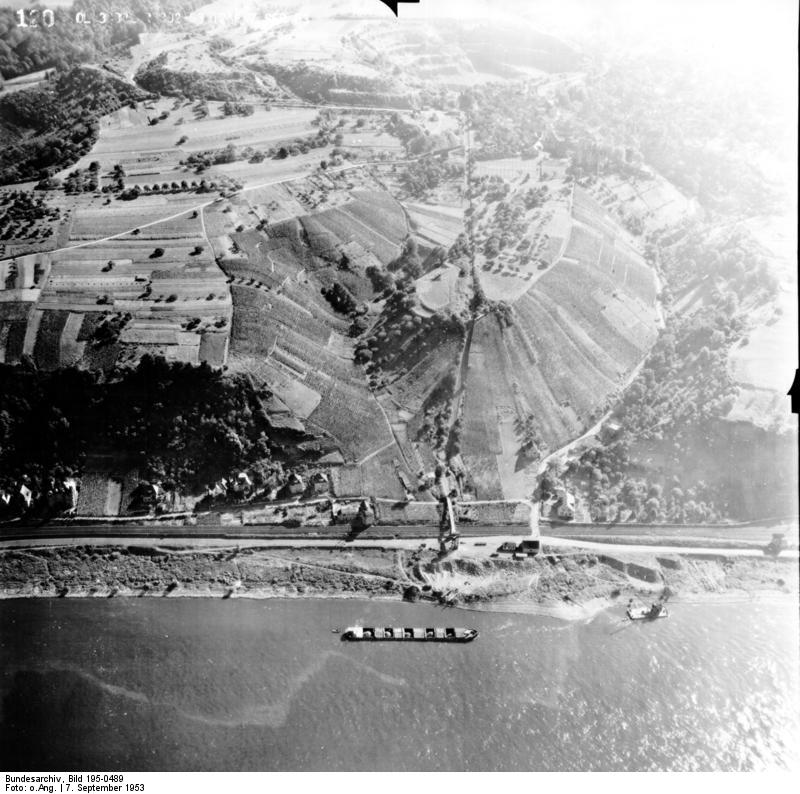
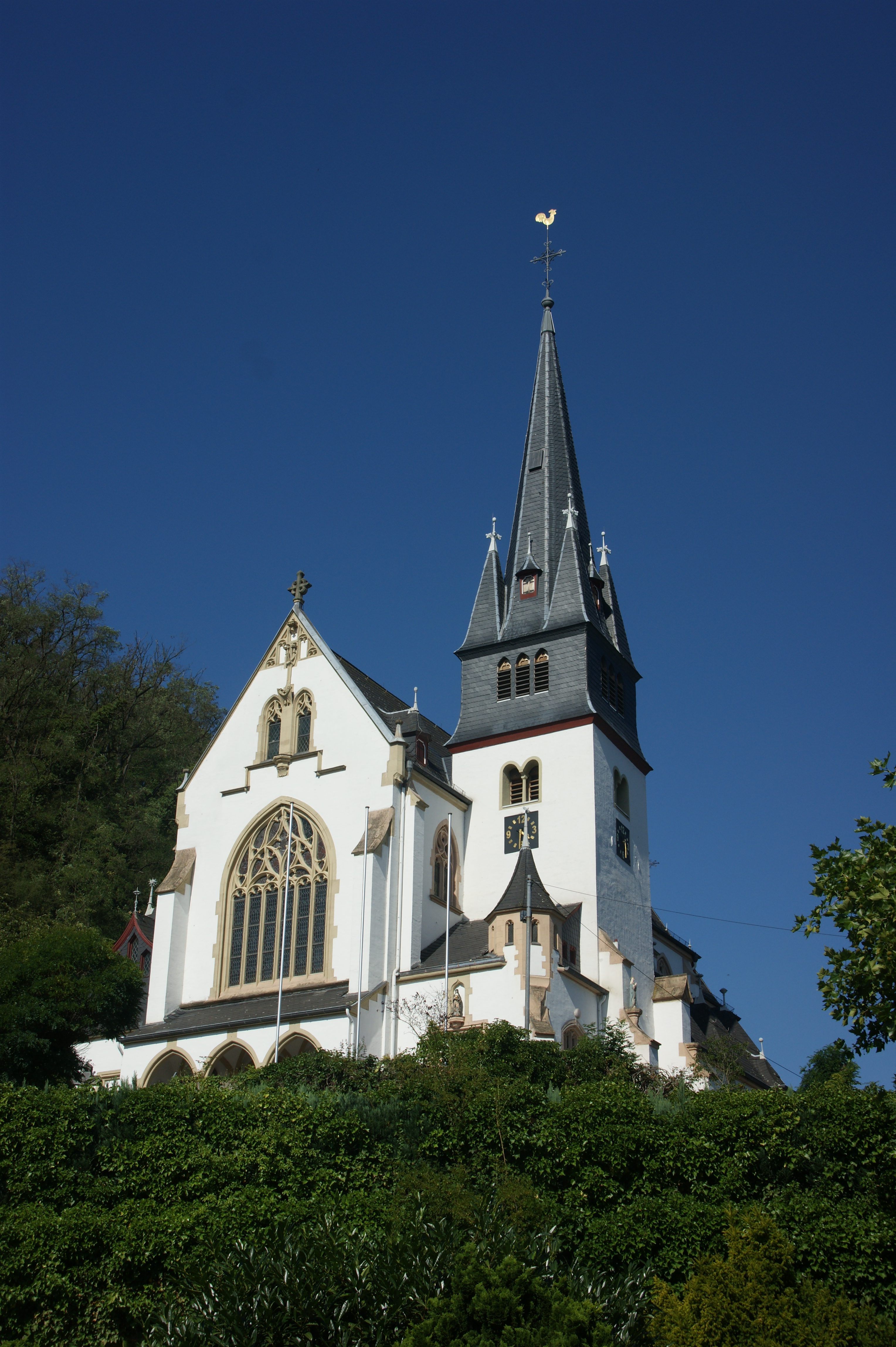
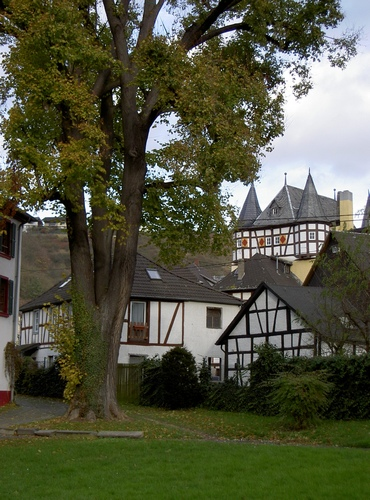